# Port lotniczy Voinjama
Port lotniczy Voinjama (ang. Voinjama Airport, IATA: VOI, ICAO: GLVA) – liberyjski port lotniczy położony w Voinjama.